# Sistema de Medición de la Calidad de la Educación
El Sistema de Medición de la Calidad de la Educación (Simce) es un conjunto de exámenes usados en Chile para medir el dominio de los estudiantes de temas del currículo escolar. A inicios del 2015, el organismo estatal Agencia de Calidad de la educación está a cargo de administrar los diferentes exámenes a los estudiantes de 2.º, 4.º, 6.º, y 8.º año básico, y a 2.º año medio.

## Historia
Esta medición es parte de la reforma educativa heredada de la Dictadura Militar de Augusto Pinochet. En 1980, una nueva constitución fue adoptada por el Estado chileno, cambiando su naturaleza, organización y concepción. Así, el Estado se organizó con la concepción de "estado subsidiario" y se promovió una sociedad dirigida por el mercado y por sus capas tecnocráticas. En educación escolar, el impulso constitucional realizado por la dictadura de Pinochet generó una serie de reformas bajo la retórica de la "modernización". Los principales elementos de esta modernización fueron la disminución drástica del gasto para la educación pública, la distribución de recursos mediante subsidios a la demanda (vouchers por alumno), y la apertura del sistema a emprendedores educacionales privados para que compitieran con las escuelas públicas por la matrícula escolar. Esto permite que se organice un cuasimercado educativo, donde recibirían subvención del Estado aquellos establecimientos educacionales que lograran atraer alumnos.[cita requerida]
El Simce juega un rol importante en este mercado, pues se convirtió en un indicador de calidad de la educación que impartía cada establecimiento. De este modo, las familias contarían con información para elegir la educación de los niños. Además, esta medición provee de información al Estado acerca del rendimiento de los alumnos. El Ministro de Educación de Pinochet, Alfredo Prieto, alertaba sobre la necesidad de contar con un sistema como el SIMCE a inicios de la década de 1980:

“La falta de la prueba a que me he referido dejaría al sistema educacional que se ha diseñado sin una de las principales herramientas para hacer efectivas, reales y operativas el resto de las medidas que conforman la modernización educacional. Una vez más vemos la coherencia de la modernización educacional.”
Alfredo Prieto

Desde 1967 se han aplicado diversos métodos de evaluación del sistema educativo en Chile:
| Años            | Evaluación                                                          | Institución a cargo                                                                |
| --------------- | ------------------------------------------------------------------- | ---------------------------------------------------------------------------------- |
| 1967-1971       | Pruebas Nacionales                                                  | Ministerio de Educación                                                            |
| 1982-1984       | Programa de Evaluación del Rendimiento Escolar (PER)                | Departamento de Investigación y Tecnología de la Universidad Católica (DICTUC)     |
| 1985-1986       | Sistema de Evaluación de la Calidad de la Educación (SECE)          | Centro de Perfeccionamiento, Experimentación e Investigaciones Pedagógicas (CPEIP) |
| 1988-2012       | Sistema de Medición de la Calidad de la Educación (SIMCE)           | Universidad Católica de Chile (1988-1991) Ministerio de Educación (1992-2012)      |
| 2012-actualidad | Sistema nacional de evaluación de resultados de aprendizaje (Simce) | Agencia de Calidad de la Educación Escolar                                         |

## Objetivos y desarrollo
El propósito principal de SIMCE es contribuir al mejoramiento de la calidad y equidad de la educación, informando sobre el desempeño de los alumnos y alumnas en distintas disciplinas y sobre el contexto escolar y familiar en el que aprenden. Para cumplir con este propósito, SIMCE fomenta el uso de la información de las pruebas nacionales e internacionales por parte de distintos usuarios.
Los resultados de esta prueba son muy esperados todos los años, ya que la educación ha sido el principal desafío de los Gobiernos de turno.
Los resultados del SIMCE han reflejado una profunda desigualdad en el sistema escolar, ya que los establecimientos que son financiados absolutamente por el estado no han obtenido buenos resultados, en cambio, los establecimientos educacionales privados han logrado mejores calificaciones. Esto se explicaría principalmente por la diferencia de capital cultural de los alumnos y no tanto por una diferencia en la calidad de los colegios.[cita requerida]
Durante el año 2006, el SIMCE fue uno de los principales puntos de lucha de la revolución de los pingüinos, ya que los mismos estudiantes consideraban al SIMCE una prueba insuficiente e incompleta. Para ayudar a mejorar la calidad de la educación, la presidenta Michelle Bachelet comprometió una gran cantidad de dinero en subvenciones para los establecimientos educacionales públicos y los subvencionados. Esta se tradujo en la ley 20.247 de aumento de subvenciones, la ley SEP y otros cambios.

## Componentes
El SIMCE efectúa las siguientes evaluaciones, la mayor parte desde 1997.
| Materia      | 4.º Básico | 8.º Básico | II° Medio | III° Medio | Muestra  |
| ------------ | ---------- | ---------- | --------- | ---------- | -------- |
| Matemáticas  | Sí         | Alternado  | Sí        | No         | censal   |
| Lenguaje     | Sí         | Alternado  | Sí        | No         | censal   |
| Ciencias     | Sí         | Alternado  | Alternado | No         | censal   |
| Educ. Física | No         | Sí         | No        | No         | muestral |
| Inglés       | No         | No         | No        | Sí         | muestral |
| TICs         | No         | No         | Sí        | No         | muestral |

La medición a los 4.os básicos ocurre todos los años. Desde 2006, se alternan la medición a 8.º y a II° medio.
Las tres últimas pruebas, es decir, educación física, inglés y TIC fueron anunciadas en 2010 por el presidente Piñera. Las dos primeras se rindieron por primera vez en 2010 y la última durante el 2011.

### Pruebas internacionales asociadas
Además de las pruebas mencionadas, Chile participa en varias evaluaciones internacionales de diversos temas. Hasta ahora ha participado (o comprometido participación) en:
- ICSS (Civic Education Study). Evalúa educación cívica - Aplicado a los alumnos de 8° EGB (años 1999 y 2008) y 2° Medio (año 2000). Organizada por IEA.
- PISA (Programme for International Student Assessment). Evalúa Lenguaje, Matemática y Ciencias. - Aplicado a los alumnos de 2° Medio en los años 2001, 2006, 2009 y 2012, organizada por OECD. Se volverá a aplicar en 2015.[9]
- TIMSS (Trends in International Mathematics and Science Study). Evalúa Matemática y Ciencias - Aplicado a los alumnos de 8° EGB en los años 1999, 2003 y 2011. Organizada por IEA.[10]
- PIRLS (Progress in International Reading Literacy Study) Es una evaluación que busca mejorar la enseñanza y la adquisición de habilidades de comprensión lectora en los países participantes, entendiendo habilidades o competencias lectoras como la capacidad de comprender y emplear lo que se está leyendo. Se aplica desde 2001 y Chile participará por primera vez en 2016. Está organizada por la IEA.[11]
- LLECE (Laboratorio Latinoamericano de la Calidad de la Educación). Evaluación internacional comparativa sobre Lenguaje, Matemática y factores asociados de los países latinoamericanos. Fue aplicada a los alumnos de 2°, 3° y 6° EGB en los años 1997 y 2006. Fue organizada por UNESCO.
- ICILS (International Computer and Information Literacy Study) del 2013 es una prueba de la IEA en la cual Chile participó. Busca investigar cuán preparados están los estudiantes de 8.° básico en el uso de los computadores para manejar información. ICILS reporta sobre las capacidades de buscar, encontrar y juzgar información proveniente de la Red, usar el computador para transformar, crear y comunicar información y comprender los alcances de la comunicación vía web. Está organizada por la IEA.[12]

## Niveles de logro
Para facilitar la comprensión por parte de padres y colegios, se usan niveles de logro:
- Inicial: los estudiantes tienen conocimientos equivalentes a 2 años de atraso o más.
- Intermedio: los estudiantes tienen conocimientos equivalentes a 1 año de atraso.
- Avanzado: Se usa para estudiantes cuyos conocimientos corresponden al curso en el que están.

Los puntajes para cada uno de los niveles depende de cada prueba y cada nivel.